# Trogoxestis
Trogoxestis is een geslacht van vlinders van de familie visstaartjes (Nolidae).

## Soorten
- T. crenularia (Bethune-Baker, 1911)